# Donacia biimpressa
Donacia biimpressa är en skalbaggsart som beskrevs av Melsheimer 1847. Donacia biimpressa ingår i släktet Donacia och familjen bladbaggar. Inga underarter finns listade i Catalogue of Life.